# متفطرة بقرية
متفطرة بقرية أو السل البقري (الاسم العلمي: Mycobacterium bovis) هي نوع من البكتيريا يتبع جنس المتفطرة من فصيلة المتفطرات.